# Àmbit Galeria d'Art
Àmbit Galeria d'Art (estilizado àmbit) es una galería de arte de Barcelona (España). Está situada en la calle Consell de Ciento, número 282, y está especializada en el arte contemporáneo. Fue fundada en 1985 y se centra en la difusión de jóvenes artistas nacionales y extranjeros, así como en figuras consagradas. La galería es a la vez la sede del editorial Àmbit, especializada en libros de arte, fotografía, libros ilustrados y catálogos.
Entre los artistas que han expuesto a Àmbit hay que citar a Agustí Puig, Eduardo Arranz-Bravo, Josep Guinovart y Ràfols-Casamada, entre otros. En febrero de 2015 la galería mostró la obra de Raquel G. Labuenaylamala bajo el título Numoon, Escultures Mòbils. En abril de ese año expuso su obra la artista Inka Martí bajo el título Paisatges de vent.
En 2016 acogió la exposición A quattro mande, con piezas cerámicas de Paola Masi e intervenciones de Benet Rossell.